# Maserati 6CM
La 6CM è una autovettura monoposto da competizione costruita dalla Maserati dal 1936 al 1939 .
Fu basata sul telaio della Maserati 4CM, che ormai era obsoleta, e sulle sospensioni della Maserati V8RI. Di quest'ultima furono conservati solo i ritrovati tecnologici migliori.
La prima versione aveva un cilindrata di 1493,2 cm³ con un motore in linea a sei cilindri totalmente nuovo e valvole in testa montate a 90°. Montava compressori Roots con a monte un carburatore Weber 55AS1 e aveva un rapporto di compressione di 6:1. Il sistema d'accensione era a magnete Scintilla. Il propulsore erogava 155 bhp a 6200 giri al minuto. La vettura pesava 650 kg e raggiungeva i 225 km/h di velocità massima. La carrozzeria era in alluminio  e il cambio era a quattro rapporti.
La vettura montava pneumatici di marca Pirelli .
Nel 1938 fu predisposta una seconda versione con un motore più potente (175 bhp a 6600 giri al minuto), sospensioni con molle a balestra di tipo semi cantilever. Nel 1939 ne fu preparata una terza, con piccoli aggiustamenti. Queste ultime due versioni avevano quattro valvole per cilindro, mentre la prima versione di valvole ne aveva due. Nel 1940 ci furono degli esperimenti basati sull'utilizzo di un motore aspirato.
Molti modelli della vettura furono venduti a clienti privati come Austin Dobson, Lord Howe e John Peter Wakefield; le squadre con cui corsero furono Scuderia Ambrosiana ed Ecurie Helvetica.
Con la Maserati corse le 6CM parteciparono e vinsero gare come il Gran Premio di Napoli e la Targa Florio con alla guida i piloti Aldo Marazza, Luigi Villoresi e Ettore Bianco. Il 14 maggio 1939 a Palermo, sul Circuito Parco della Favorita, la Maserati 6CM trionfò con un podio tutto italiano grazie al primo posto di Luigi Villoresi, seguito da Piero Taruffi e Guido Franco Barbieri.